# .edu
El domini .edu és un domini de primer nivell genèric d'Internet que forma part del sistema de dominis d'Internet. S'utilitza únicament amb finalitats educatives tant per part d'institucions educatives com per organitzacions governamentals relacionades amb l'educació. El domini .edu es va implementar l'abril de 1985 com a domini de primer nivell genèric. Sis universitats van ser les primeres inscrites.
El registre en el domini .edu és regulat per Educase, organisme que estableix que només el poden utilitzar institucions educatives acreditades als Estats Units d'Amèrica. Les institucions d'educació superior situades fora dels EUA poden sol·licitar el domini .edu; però han d'estar acreditades per una de les agències del Departament d'Educació dels Estats Units. Tot i això, algunes universitats i escoles europees tenen un domini .edu sense aer-ho perquè estan registrats abans de 2001, quan la regulació era menys estricta.